# Conner Rayburn
Conner Rayburn (Dickson, 7 aprile 1999) è un attore e doppiatore statunitense, noto per avere interpretato il ruolo di Kyle Orenthal in La vita secondo Jim.

## Biografia
Conner Rayburn è nato a Dickson il 7 aprile 1999 e iniziò a recitare nel 2004, quando sostenne un'audizione per il ruolo di Kyle in La vita secondo Jim. Apparve per la prima volta nella serie nel primo episodio della quarta stagione. Nel 2005 ha preso parte ad un episodio della serie Detective Monk. Nel 2006 è apparso nel film FBI: Operazione tata. Nel 2007 ha interpretato il ruolo di Johnny Burrell nella serie televisiva Cold Case - Delitti irrisolti. Nello stesso anno ha recitato in Walk Hard, dove interpretava Dewey all'età di 8 anni. L'anno successivo prestò la voce alla giraffa del film Madagascar 2. Nel 2009 la nuova stagione di La vita secondo Jim è stata annullata e Conner apparve nel film Il primo dei bugiardi accreditato come "son" (figlio). Nello stesso anno interpretò il ruolo di Zach, figlio di Dan (interpretato da Robin Williams), nel film Daddy Sitter. Nel 2010 ha doppiato il personaggio di Dylan, nella serie televisiva animata The Cleveland Show.

## Filmografia

### Attore

#### Cinema
- FBI: Operazione tata (Big Momma's House 2), regia di John Whitesell (2006)
- Walk Hard - La storia di Dewey Cox (Walk Hard: The Dewey Cox Story), regia di Jake Kasdan (2007)
- Il primo dei bugiardi (The Invention of Lying), regia di Ricky Gervais e Matthew Robinson (2009)
- Daddy Sitter (Old Dogs), regia di Walt Becker (2009)

#### Televisione
- La vita secondo Jim (According to Jim) – serie TV, 102 episodi (2004-2009)
- Detective Monk (Monk) - serie TV, episodio 4x7 (2005)
- Cold Case - Delitti irrisolti (Cold Case) - serie TV, episodio 4x19 (2007)

### Doppiatore
- Little Giraffe in Madagascar 2 (Madagascar: Escape 2 Africa) - film d'animazione (2008)
- Dylan in The Cleveland Show - sitcom animata - episodio 1x19 (2010)